# Osvaldo Rodríguez (futbolista nacido en 1957)
Roberto Osvaldo Rodríguez Alegre (Rosario, Santa Fe, Argentina, 7 de octubre de 1957), conocido mononímicamente como Osvaldo, es un exfutbolista argentino. Jugaba de centrocampista y su primer club fue Argentino de Rosario.

## Carrera
Comenzó su carrera en 1970 jugando para Argentino de Rosario. Juega para ese club hasta 1973. En 1974 se pasó al Gimnasia de Jujuy. Se mantuvo en el club hasta 1975. En 1976 se pasó al Tigre. Juega para ese equipo hasta 1978. En ese año se pasó al Platense. Juega para ese club hasta el año 1980. En ese año se trasladó a España para formar parte del Barakaldo CF, jugando para ese equipo hasta el año 1981. En ese año se fue al Racing de Santander. Se mantuvo en el club hasta 1982. En 1983 regresó a la Argentina para formar parte de las filas de la CAI. Juega para ese club hasta 1984. En 1985 se fue al Deportivo Español, club en el cual se retira en el año 1987.

## Clubes
| Club                 | País      | Año       |
| -------------------- | --------- | --------- |
| Argentino de Rosario | Argentina | 1970-1973 |
| Gimnasia de Jujuy    | Argentina | 1974-1975 |
| Tigre                | Argentina | 1976-1978 |
| Platense             | Argentina | 1978-1980 |
| Barakaldo CF         | España    | 1980-1981 |
| Racing de Santander  | España    | 1981-1982 |
| CAI                  | Argentina | 1983-1984 |
| Deportivo Español    | Argentina | 1985-1987 |